# نگاشت بافت

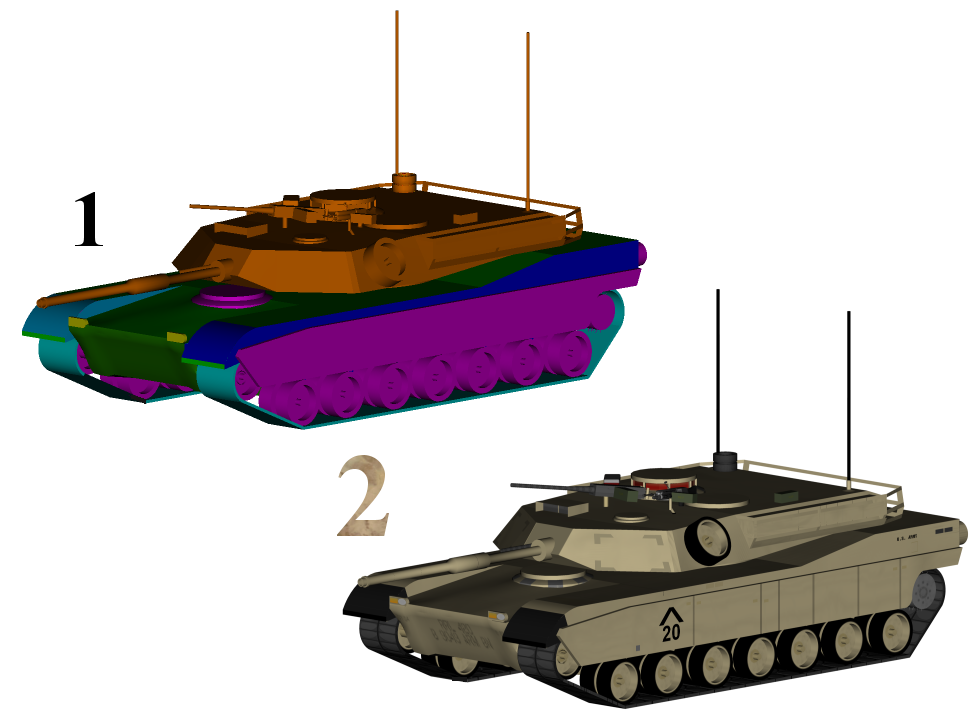
۱ = مدل سه‌بعدی بدون بافت‌ها ۲ = مدل سه‌بعدی با بافت‌ها

نگاشت بافت (به انگلیسی: Texture Mapping) شیوه‌ای برای افزودن جزئیات، بافت سطح (با تصویر گرافیک شطرنجی)، رنگ به گرافیک ساخته‌شده توسط رایانه یا یک مدل سه‌بعدی است. پیشگام استفاده از آن در گرافیک سه‌بعدی ادوین کتمول در سال ۱۹۷۴ بوده‌است.